# Bazhong

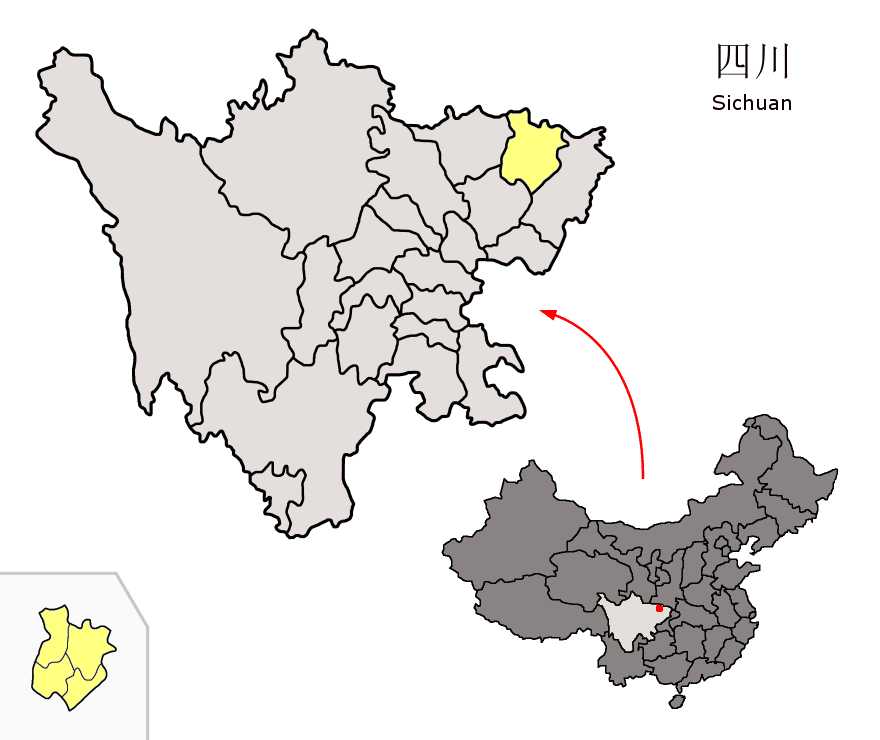
Lage der Stadt Bazhong

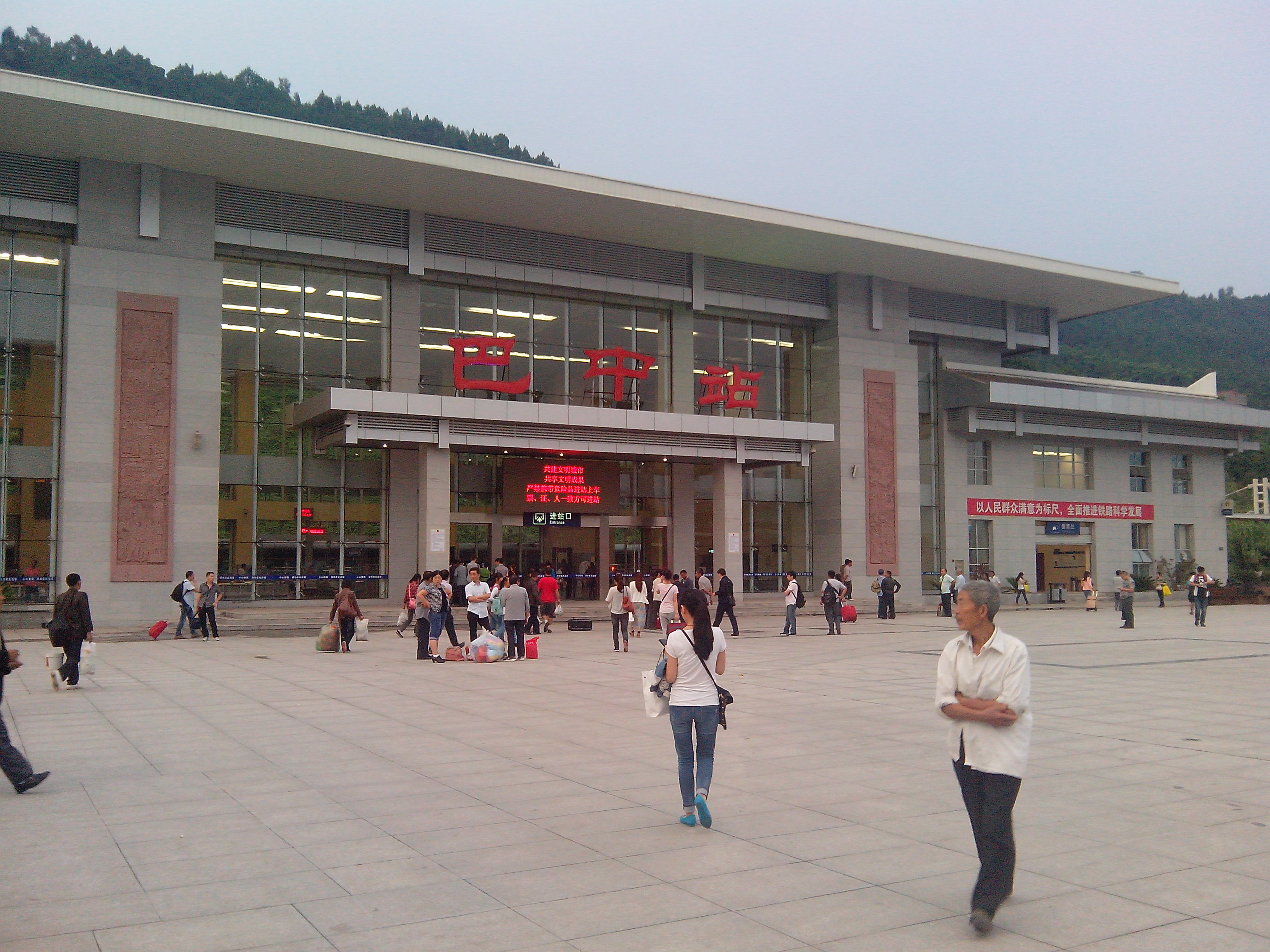
Bahnhof von Bazhong

Bazhong (chinesisch 巴中市, Pinyin Bāzhōng Shì) ist eine bezirksfreie Stadt im Nordosten der chinesischen Provinz Sichuan. Das Verwaltungsgebiet von Bazhong hat eine Fläche von 12.301 km² und 2.712.894 Einwohner (Stand: Zensus 2020). In dem eigentlichen städtischen Siedlungsgebiet leben 608.152 Menschen (Stand: Zensus 2020).

## Administrative Gliederung
Auf Kreisebene setzt sich Bazhong aus zwei Stadtbezirken und drei Kreisen zusammen. Diese sind (Stand: Zensus 2020):
- Stadtbezirk Bazhou - 巴州区 Bāzhōu Qū, 1.418 km², 719.038 Einwohner;
- Stadtbezirk Enyang - 恩阳区 Ēnyáng Qū, 1.149 km², 345.728 Einwohner;
- Kreis Tongjiang - 通江县 Tōngjiāng Xiàn, 4.104 km², 521.875 Einwohner;
- Kreis Nanjiang - 南江县 Nánjiāng Xiàn, 3.271 km², 467.609 Einwohner;
- Kreis Pingchang - 平昌县 Píngchāng Xiàn, 2.193 km², 658.644 Einwohner.

## Sehenswürdigkeiten
Die Felsskulpturen von Nankan (Nankan moya zaoxiang 南龛摩崖造像) stehen seit 1988 auf der Liste der Denkmäler der Volksrepublik China (3-47).